# Lyrifissiella vestita
Lyrifissiella vestita är en kvalsterart som först beskrevs av Trägårdh 1931.  Lyrifissiella vestita ingår i släktet Lyrifissiella och familjen Pheroliodidae. Inga underarter finns listade i Catalogue of Life.